# Villeréal
Villeréal – miejscowość i gmina we Francji, w regionie Nowa Akwitania, w departamencie Lot i Garonna.
Według danych na rok 1990 gminę zamieszkiwało 1195 osób, a gęstość zaludnienia wynosiła 86 osób/km² (wśród 2290 gmin Akwitanii Villeréal plasuje się na 362. miejscu pod względem liczby ludności, natomiast pod względem powierzchni na miejscu 823.).